# Пехтерева, Арина Витальевна
Арина Пе́хтерева (бел. Арына Пехцерава; род. 14 марта 2008, Могилёв, Беларусь) — белорусская певица. Она представила Беларусь на «Детском Евровидении — 2020» с песней «Aliens» и заняла 5 место, набрав 130 баллов.

## Биография
Арина Пехтерева родилась в Могилёве. Сама Пехтерева — ученица гимназии № 1 Могилёва, солистка продюсерского центра «Ангелы добра».

### Начало её карьеры
В 2014 году поступила в ГУО «Могилевскую городскую гимназию №1», где начала заниматься вокалом в эстрадной студии «Вдохновение» на базе гимназии. В том же 2014 году поступила в музыкальную школу на базе гимназии по классу фортепиано.
С 2014 года Арина постоянно участвует во многих городских и республиканских конкурсах и фестивалях. Принимает участие в благотворительных концертах для детей и пожилых людей. Обладатель множества дипломов Гран-При и лауреата 1 степени.
В 2015 году она спела дуэтом с экстравагантной певицей, участницей телепроекта «Голос» Наргиз Закировой. Данное выступление впечатлило публику. История этого выступления украсила первые страницы многих белорусских газет, а ролик выступления набрал почти 6 млн. просмотров на YouTube (рекорд для белорусских музыкальных)
Весной 2016 года Арина была награждена серебряным медальоном и сертификатом «Всемирной ассоциации фестивалей «WAF». Данную награду она получила из рук вице-президента данной ассоциации Марьяна Катароски.
В 2016 году Арина стала участницей многих престижных конкурсов. Так, она выступила на международном конкурсе молодых исполнителей в России International competition «MUSIC LAND» (г. Санкт-Петербурге), став лауреатом 1 степени. Далее была приглашена на Мальту для участия в фестивале Arpeggio International Singing Competition 2016, где достойно представила Беларусь и стала лауреатом 1 степени. На острове Мальта Арине довелось спеть дуэтом с победительницей Детского Евровидения-2015 Дестини Чукуньере.
Осенью 2016 года Арина прошла все отборочные туры и была выбрана в порядке исключения для участия в Международном конкурсе молодых исполнителей популярной песни «Берлинская жемчужина-2016» (Euro Pop Contest Grand-Prix Berliner Perle) в городе Берлине. Она была самым младшим участником в данном конкурсе, так как самая младшая возрастная номинация была 10-13 лет (Арине было всего 8 лет). В конкурсе принимали участие музыканты из 16 стран мира - Беларуси, России, Украины, Румынии, Литвы, Германии, Швеции, Болгарии, Латвии, Эстонии, Филиппин и др. На конкурсе Арина заняла достойное 4-е место.
Также в 2016 году Арина приняла участие в отборочных турах «слепые прослушивания» украинского телепроекта «Голос. Дiтi». Участвовала в телепроекте «Эволюция. Дети». Была финалисткой белорусского телепроекта «Талент Краины».

## Голос. Дети
В 2019 году Арина Пехтерева стала участницей шестого сезона проекта Первого канала «Голос. Дети»
На слепых прослушиваниях она спела песню Дюка Эллингтона «It Don’t Mean a Thing». Песня была записана в 1932 году и считается джазовым стандартом. Текст к песне написал Ирвинг Милс. В 2008 году песня была включена в Зал славы «Грэмми». Кавер-версии песни записали Луи Армстронг, Элла Фицджеральд, Нина Симон. Ремикс на песню вошел в альбом итальянской группы Gabin. Песня исполнялась в «Голосе» пять раз.
К Арине развернулась Светлана Лобода.

«Ариночка, сложная песня. Йодли, эта многогранность, которую ты показала в вокале... как это вообще получилось, в твои десять лет, что ты умеешь всё это делать? Откуда тяга к джазу? Это было очень здорово, это было очень талантливо. Я очень надеюсь, что, кроме джаза, тебя ещё интересуют и другие направления», - сказала Лобода.

Сама Арина Пехтерева, попав в команду Лободы, призналась, что обожает ее творчество и стиль исполнения:

«Мне кажется, мы с Лободой похожи», - сказала Арина и пообещала написать портрет своей Наставницы.

Но в итоге выбыла на этапе поединок.

## Детское Евровидение
Арина Пехтерева неоднократно пыталась участвовать на Детском Евровидении, но попытки безуспешны.
Также она говорила, что она принимала участия в качестве жюри и глашатая.
В первый раз она приняла участие на белорусском национальном отборе на Детское Евровидение — 2017 и даже не одна, а с Анастасии Дмитрачковой с песней «Музыка-Вселенная», но заняли лишь 5 место.
В 2018 в качестве гостя она выступила на белорусском национальном отборе на Детское Евровидение — 2018. Там она исполнила песню «Hey. Brothers».
В 2019 она во второй раз приняла участие на белорусском национальном отборе на Детское Евровидение — 2019 с песней «Never again», но также безуспешно. Она заняла 7 место.
Однако в 2020 она была выбрана путём внутреннего отбора, чтобы представить Беларусь на Детское Евровидение — 2020 с песней «Aliens». Песня была написана ещё в марте когда началась пандемия COVID-19.

Её смысл простой: мир остановился, границы закрылись, люди больше не могут общаться, приезжать к друг другу в гости, даже «Детское Евровидение» в этом году стало другим.
— Арина Пехтерева

Впервые конкурс прошёл в новом формате. Вместо живого выступления, были показаны заранее записаные выступления. Она выступила под номером пять. В итоге она заняла 5 место, набрав 130 баллов. Она получила максимальные 12 баллов от Казахстана, Польши и Сербии.

## «Фактор. BY»
Осенью 2024 года Пехтерева приняла участие в четвертом сезоне белорусского музыкального шоу «Фактор.BY», который является адаптацией проекта The X Factor. На самом шоу была одним из самых молодых участников. Ее наставником был российский певец Денис Клявер.
На кастингах Арина исполнила песню «Он тебя целует» группы «Руки Вверх!», и судья Владимир Громов нажал «Золотую кнопку», тем самым, пропустив девушку сразу в прямые эфиры, миновав тренировочный лагерь.
В первом прямом эфире Пехтерева исполнила песню Тейлор Свифт «Shake It Off», и в том же эфире попала в номинацию на вылет, и в качестве «песни для спасения» исполнила песню «Хочешь?» Земфиры, и по итогу она прошла дальше, опередив свою соперницу Юлию Юхневич. Во втором прямом эфире она исполнила песню Юлии Савичевой «Если в сердце живет любовь», и снова попала в номинацию, но её снова спасли. В третьем прямом эфире она исполнила песню «Принцесса» Елены Ваенги, и она в шоу осталась. В четвертом прямом эфире она исполнила песню Зины Куприянович «Что меня ждет», и в третий раз оказалась в номинации. В качестве спасительной песни исполнила песню Севары «Там нет меня», и по итогу, выбыла из проекта, заняв в топе-16 седьмое место, и став первым выбывшим подопечным Клявера из команды в эфирах (до этого участники Клявера не выбывали).

## Увлечения
Кроме пения, она также любит рисовать и играть на фортепиано.
Кроме того, у неё в доме живут собака Персик, кошка и попугаи. Есть старшая сестра Инара.

## Дискография
- «Высокая нота» (2017)
- «Музыка-Вселенная» (с Анастасией Дмитрачковой) (2017)
- «Hey. Brothers» (2018)
- «Never again» (2019)
- «Aliens» (2020)
- «Колыбельная» (2021)
- «Прихадни» (2021)
- «Шёл снег» (2022)

## Видеография
| Год  | Название         |
| ---- | ---------------- |
| 2019 | Never again      |
| 2020 | Пришельцы/Aliens |

## Социальные сети
- Аккаунт Арины Пехтеревы в Инстаграме